# Jezioro krawędziowe
Jezioro krawędziowe – rodzaj jeziora krasowego; powstaje w wyniku wzmożonego krasowienia na styku skał krasowiejących i nie krasowiejących. 